# Sheung Wan

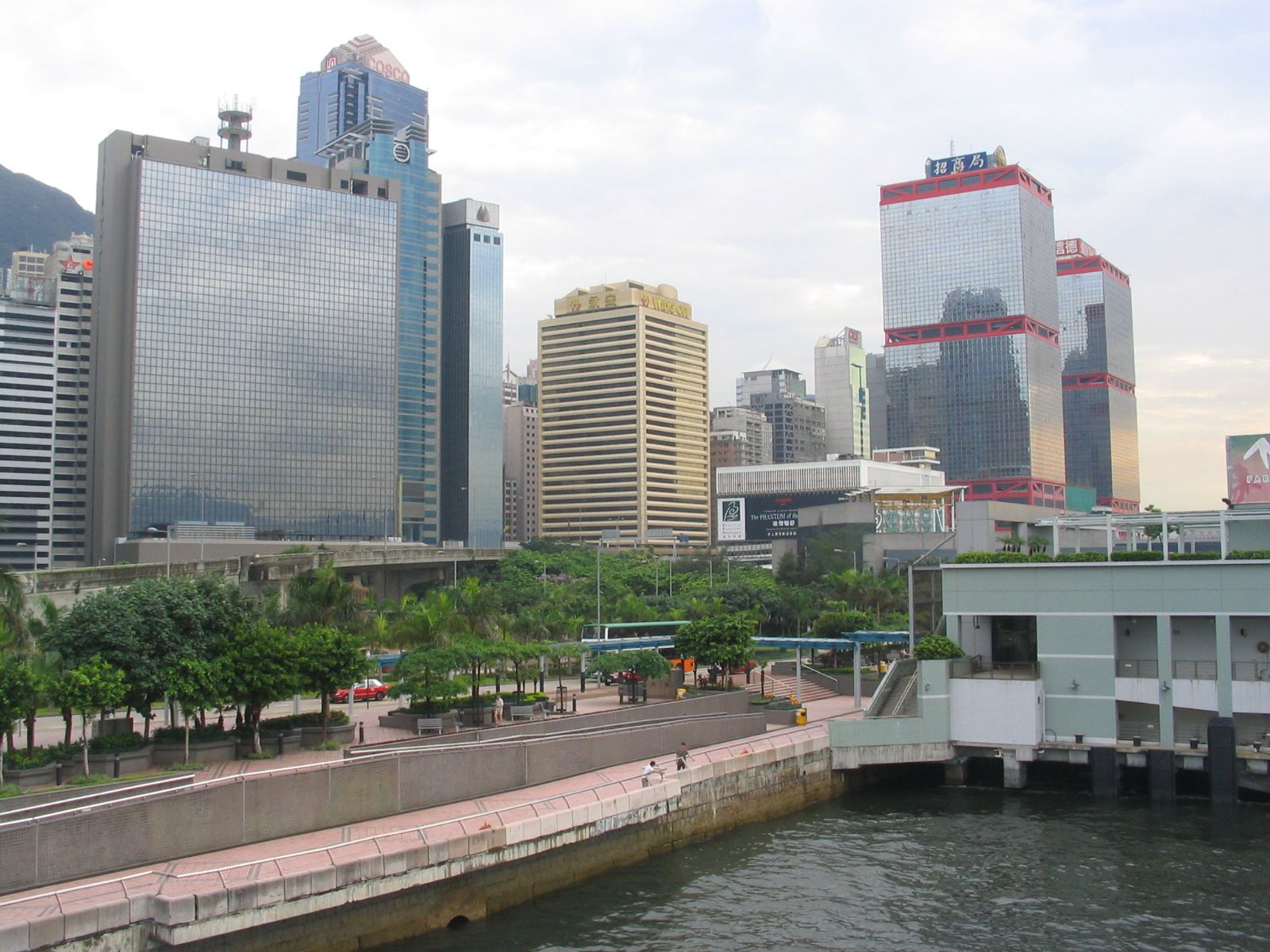
Edificios comerciales costeros en Sheung Wan.

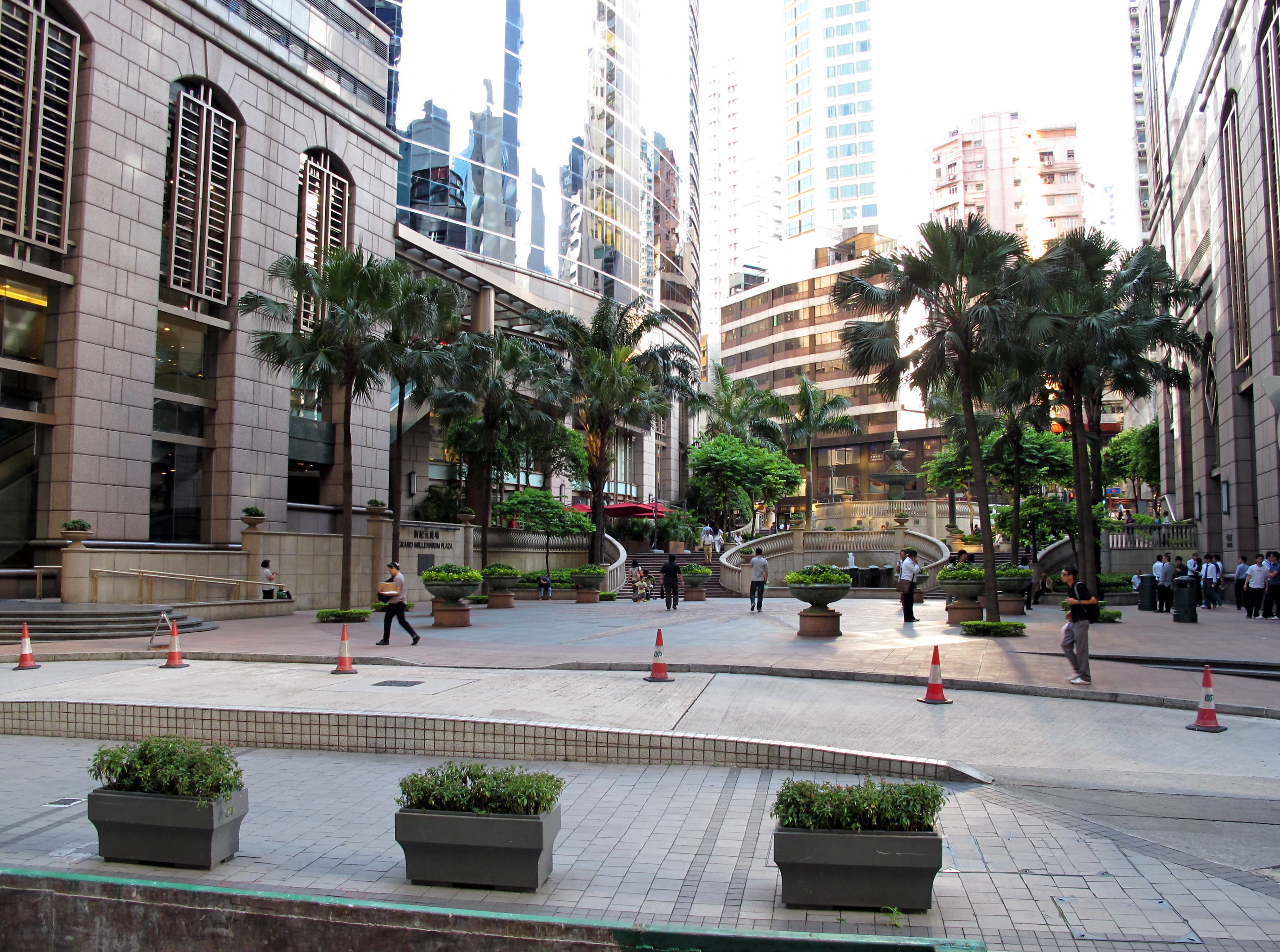
Millenium Plaza en Sheung Wan.

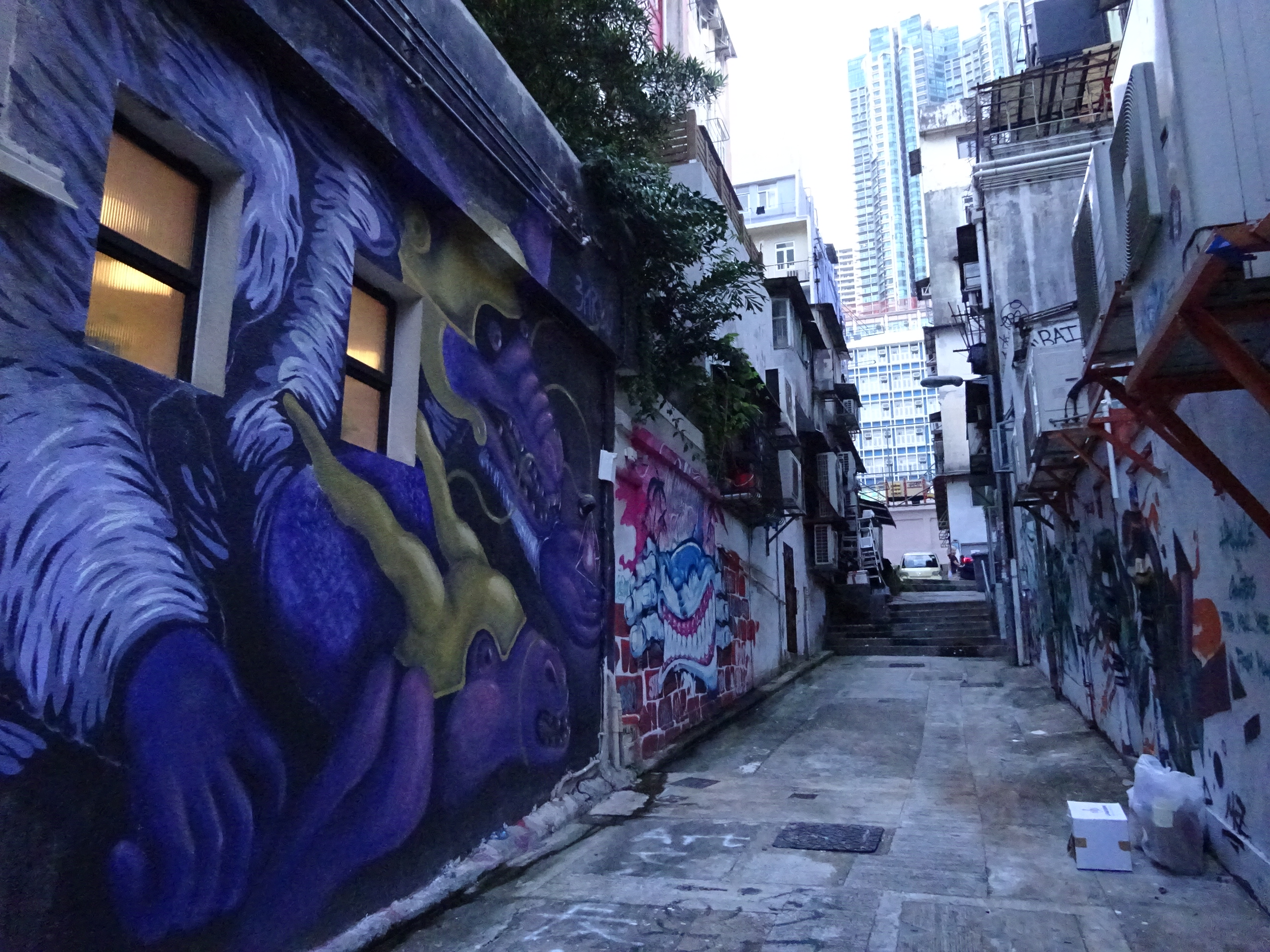
Grafiti callejero en Tai Ping Shan Street en Sheung Wan.

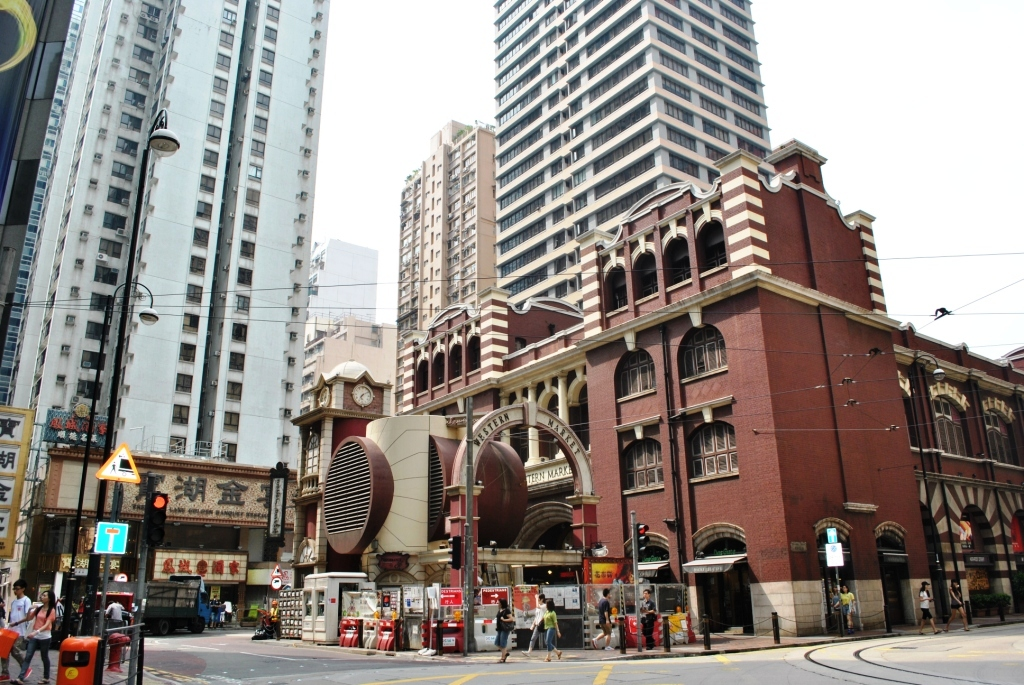
Western Market, Sheung Wan.

Sheung Wan (en chino: 上環) es una área de Hong Kong ubicada en el noroeste de la isla de Hong Kong, entre Central y Sai Ying Pun. En el ámbito administrativo, forma parte del distrito Central y Oeste. El nombre puede interpretarse de diversas formas, como «Distrito superior» (por encontrarse en un terreno relativamente más elevado en comparación con Central y Wan Chai) o como «Distrito de la pasarela» (posiblemente en referencia al lugar donde los británicos entraron y ocuparon Hong Kong por primera vez).

## Historia
Sheung Wan fue uno de los primeros lugares asentados por los británicos y formaba parte de la histórica City of Victoria. El sitio de la ocupación original de la isla de Hong Kong por las fuerzas británicas en 1842 fue en Possession Street, entre Queen's Road Central y Hollywood Road. Una placa que conmemora este hecho puede encontrarse en el parque de Hollywood Road, en la parte superior de Possession Street. El pie de Possession Street, conocido como Possession Point, estaba en ese momento en la costa, pero ahora se encuentra varios cientos de metros tierra adentro debido a los esfuerzos por la recuperación de tierras al mar.

## Ubicación
Sheung Wan está rodeado por Sai Ying Pun al oeste, Central al este, Victoria Harbour al norte y la Cumbre Victoria al sur. Parte de Mid-Levels se encuentra dentro de Sheung Wan. La frontera entre Central y Sheung Wan incluye toda Castle Lane, Aberdeen Street y Wing Kut Street; el tramo de Des Voeux Road Central entre Wing Kut Street y Wing Wo Street; el tramo de Wing Wo Street al norte de Des Voeux Road Central; el tramo de Connaught Road Central entre Wing Wo Street y Rumsey Street; y la sección de Rumsey Street desde Connaught Road Central hasta la orilla. Garfield Mansion está en Sheung Wan, mientras que Green Field Court está en Central. La ubicación de la frontera al sur de Seymour Road, en Mid-Levels, es desconocida.

## Edificios y sitios históricos
- Asia Art Archive
- Blake Garden
- Hollywood Road Park
- Museo de Ciencias Médicas de Hong Kong
- Templo Man Mo
- Parque Pak Tsz Lane
- Centro Cívico de Sheung Wan
- Mercado de Sheung Wan
- Shun Tak Centre
- Soho, Hong Kong (también parte de Central)
- The Center
- Hospital Tung Wah
- Western Market
- Centro YMCA de Hong Kong en Bridges Street[1]

### Ruta de Sheung Wan
La Ruta de Sheung Wan forma parte de la Ruta del Patrimonio Central y Oeste, diseñado por la Oficina de Antigüedades y Monumentos junto con el Departamento de Servicios Culturales y de Ocio. Esta ruta incluye 35 edificios y sitios históricos ubicados en Sheung Wan.

## Calles
Las calles en Sheung Wan incluyen:
- Aberdeen Street, que marca la frontera con Central.
- Bonham Strand y Bonham Strand West.
- Bridges Street.
- Cleverly Street, nombrada en honor a Charles Saint George Cleverly, el segundo Inspector General del Gobierno de Hong Kong.
- Des Voeux Road Central y Des Voeux Road West.
- Gough Street.
- Hillier Street.
- Hollywood Road (también en Central).
- Jervois Street.
- Ladder Street y otras calles escalonadas.
- Man Wa Lane.
- Morrison Street
- Possession Street.
- Pound Lane, una calle escalonada.
- Queen's Road Central y Queen's Road West.
- Rumsey Street.
- Shing Wong Street, una calle escalonada.
- Tai Ping Shan Street, una popular calle comercial.
- Upper y Lower Lascar Row.
- Wellington Street (también en Central).
- Wing Lee Street.
- Wing Lok Street.
- Wing Sing Street.

## Economía
La sede central de Wing On se encuentra en el Wing On Centre en Sheung Wan.

## Educación
Sheung Wan pertenece a la School Net 11 para la admisión a Primaria Uno (POA, por sus siglas en inglés Primary One Admission). En esta red escolar hay varias escuelas subvencionadas (gestionadas de forma independiente pero financiadas con dinero del gobierno) y las siguientes escuelas gubernamentales: Bonham Road Government Primary School y Li Sing Primary School.
Otra institución educativa en la zona es la Discovery Montessori School, una escuela basada en el método Montessori ubicada en el tercer piso del Mandarin Building, en el número 43B de Bonham Strand, Sheung Wan. Discovery Montessori School (DMS) atiende a niños de 6 meses a 6 años e incluye programas como grupos de juego, guardería y jardín de infancia.
Debido a la alta población de expatriados franceses, la Escuela Internacional Francesa de Hong Kong anteriormente operaba un campus de jardín de infancia en las tiendas 2-4 de la planta baja de Tung Fai Gardens en Sheung Wan.

## Transporte

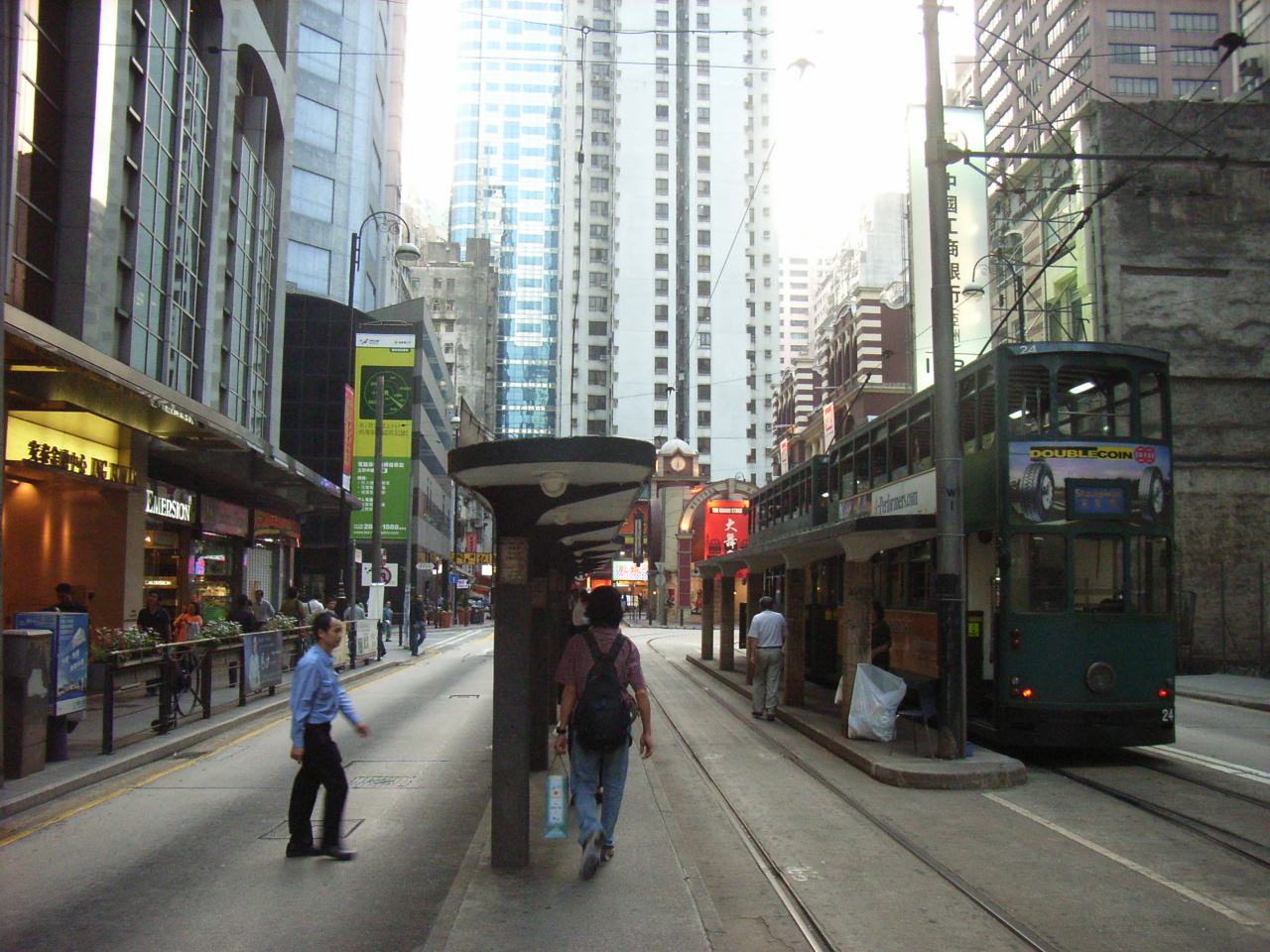
Terminales de tranvía en Sheung Wan.

Sheung Wan cuenta con la estación Sheung Wan, que fue el antiguo terminal occidental de la línea Island del sistema de metro MTR. Desde el 28 de diciembre de 2014, Kennedy Town se convirtió en el nuevo terminal de la línea Island.
Los tranvías también circulan por Sheung Wan. Uno de los terminales de tranvía, Western Market, está ubicado en la intersección de Des Voeux Road Central y Morrison Street, cerca del mercado que lleva el mismo nombre.
El Terminal de Ferris Hong Kong-Macao, ubicado en el Shun Tak Centre, ofrece ferris y servicios de helicópteros hacia Macao y varios destinos en China continental.
Asimismo, muchas rutas de autobuses pasan por Sheung Wan. El Central (Macau Ferry) Bus Terminus, ubicado junto al Terminal de Ferris Hong Kong-Macao, es uno de los principales terminales de autobuses de la isla de Hong Kong.